# 万寿寺 (北京)
万寿寺位于北京市海淀區万寿寺路121号，是一座汉传佛教寺院，为全国重点文物保护单位，现辟为北京艺术博物馆，为北京市文物局直属单位。

## 历史

### 明朝兴建
万寿寺位于高梁河（长河）北岸、延庆寺西侧、广源闸西北侧、中国剧院东侧。万寿寺始建于明朝万历五年三月（1577年），万历六年六月（1578年）完工。
明朝隆庆六年（公元1572年），明穆宗驾崩，生前有修复汉经厂的愿望，但未能实现。汉经厂、番经厂是明朝永乐朝由内府兴建，位于皇城东北角，即日后的嵩祝寺附近。嘉靖朝，明世宗崇道废佛，经厂遭废弃。隆庆朝，明穆宗决定重修汉经厂、番经厂，但番经厂刚刚完工，明穆宗便驾崩逝世了，汉经厂的重修被搁置。
万历五年（1577年），明神宗到了亲政年龄，慈圣皇太后希望为即将亲政的明神宗树立皇帝形象，乃选中明穆宗未完成的重修汉经厂之事，带头捐资兴建。皇室成员以及司礼监太监冯保等太监也纷纷捐资。经冯保选址，于万历五年三月（1577年）择吉日开工，万历六年六月（1578年）完工。该寺兴建前，“依其旧制”应当称“藏经香火院”，但明神宗榜书寺名“敕建万寿寺”，该寺自此得名。
万历六年六月（1578年），万寿寺完工之后，明神宗令内阁首辅张居正撰写了《敕建万寿寺碑文》。
万寿寺继承汉经厂制度而建，故为内府的附属机构，比一般皇家寺院更受礼遇。内官监太监张进奉命主持该寺事务。
万寿寺建成后，在寺外广源闸下游辟一处下院，作为焚修僧人及游僧的住所，名为紫竹院。到了清朝，此处下院演变为紫竹院行宫。
万历七年（1579年），明神宗发布谕旨，宣布万寿寺乃依其旨意兴建。据此，万寿寺僧人获皇家寺院最高礼遇，寺僧数十人。
作为皇家专用寺院，万寿寺平时不对民众开放，仅在每年佛诞日，从当月初一至十五日开庙半个月，届时北京民众涌入该寺进香。由于正值春夏之交，长河两岸景色如画，北京人到此观赏烟柳，寺外沿河两岸自发形成市场。
汉经厂的华严钟（永乐大钟）直到万历三十五年（1607年）才迁至万寿寺。寺院东侧兴建华严钟楼后，内府在钟楼后又建药王殿，并且在其后面建药房，形成了寺院东路建筑。明朝天启年间，卧钟于地。

### 清朝扩建

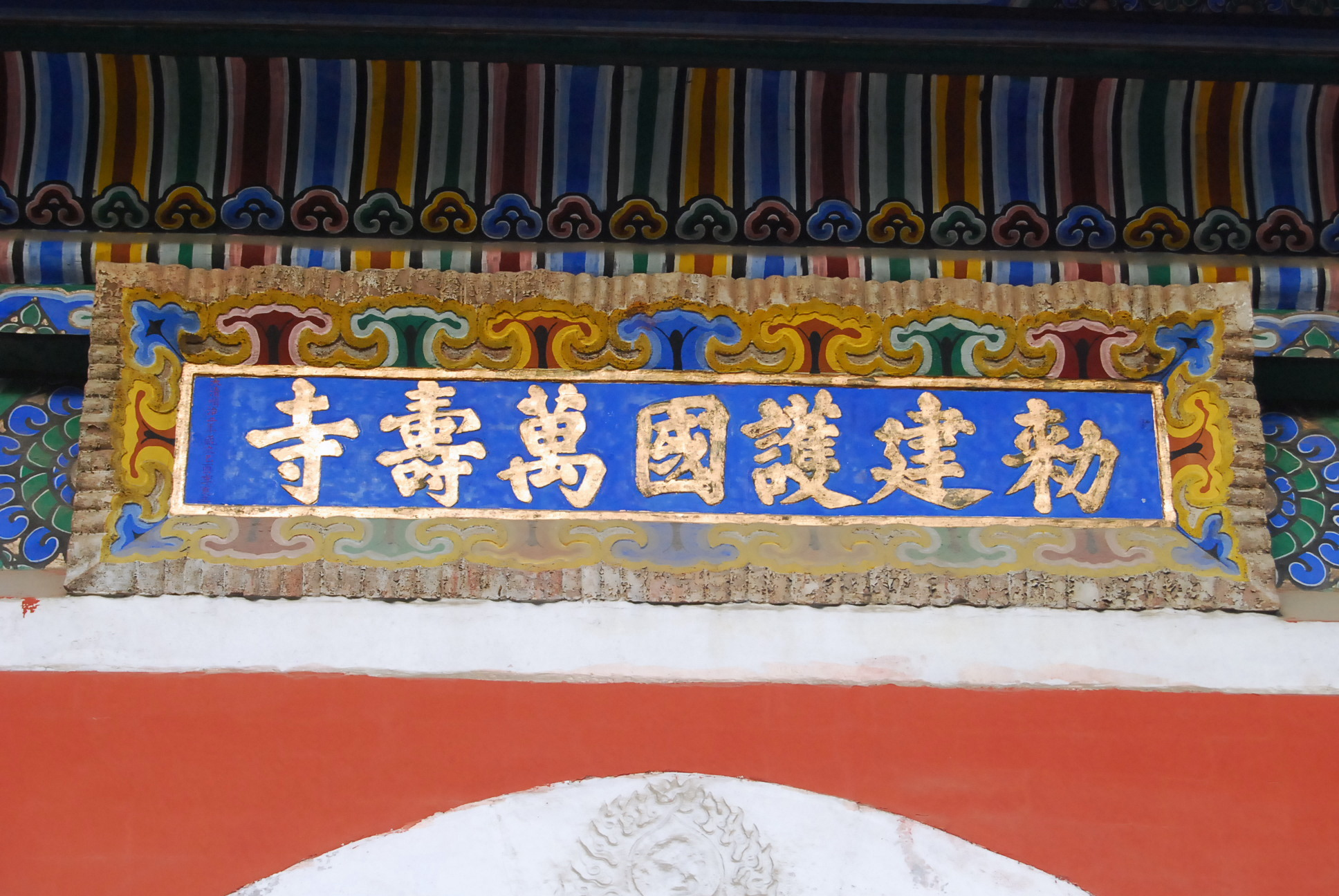
山门上的“敕建护国万寿寺”石匾

清朝初年，顺治帝进北京不足半年，便将敕建万寿寺改为“敕建护国万寿寺”，落款为“大清顺治二年岁次乙酉季夏立”。万寿寺自此成为清朝皇家寺院。清朝万寿寺由高僧主持。
顺治十六年二月（1659年）某夜，万寿寺火灾，大部分建筑被烧毁。但寺院东路尚存僧舍等建筑，僧人在此焚修。
康熙十七年（1678年），万寿寺住持圆亮利用寺院的香火钱，在东路重建殿堂。东路原来有华严钟楼、药王殿、药房遗址，圆亮先在药王殿址后面建毗卢佛殿，面阔五间，作为东路正殿。康熙二十年（1681年），又在毗卢佛殿两侧建配殿，后又修复药王殿。
康熙二十四年（1685年），万寿寺西侧增建行殿，中路重建。全部建筑改用清朝宫式建筑规制。部分调整了明朝殿堂布局，增加两进院，规模比明朝增加近一倍。由于假山周边作为园林的功能减弱，假山周围的水池也因此被掩埋，两侧建有配殿长廊，假山后建有佛殿三重。
雍正十一年（1733年）春，雍正帝为万寿寺大延寿殿御题“慧日长辉”匾额，并下旨选其他寺院悬挂华严钟。乾隆八年冬，迁华严钟至觉生寺。传说，移钟途中，每隔一里打一口井，用井水泼地结成冰面，使钟在冰面上滑行。华严钟迁到觉生寺后，悬在寺后新建的钟楼中。
乾隆十六年（1751年），乾隆帝之母崇庆皇太后六十寿辰将至，乾隆帝往来畅春园更频，念及万寿寺在畅春园至西直门中间，“万寿”两字又很吉利，认为适合在此举办佛事庆典。乾隆帝乃下令重修万寿寺，并且扩建西路行宫以及东路。经数月重修，万寿寺建筑规模扩大。乾隆帝撰《敕修万寿寺碑记》，后来由大学士梁诗正书丹于两通石碑上，两碑立于大延寿殿月台前，东碑为满文、汉文，西碑为蒙古文、藏文。崇庆皇太后寿辰前一日，乾隆帝陪她在万寿寺礼佛。

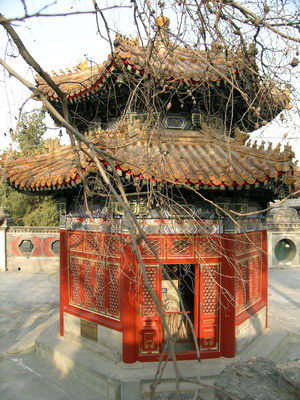
乾隆御碑亭

乾隆二十六年（1761年）为崇庆皇太后七十寿辰，乾隆帝再度重修万寿寺。该年春开始重修，工程完工时乾隆帝御书《御制重修万寿寺碑文》，提及举办佛事庆典“莫万寿寺宜”。此次重修，在中路无量寿佛殿两侧新建两座院墙和院门。《御制重修万寿寺碑文》碑立在无量寿佛殿前，为此新建一座八角攒尖顶碑亭，此为万寿寺第一座黄琉璃瓦建筑。西路行宫改扩建了整组院落，在寿茶寿膳房院后面兴建一座王府规模的大型四合院，有两层院落。东路在大斋堂院落后面新建法堂院落，由南房、法堂、药师坛两组四合院构成，为僧人学经的主要场所。至此，万寿寺的建筑规模达到史上最大，占地面积三万平方米。皇太后寿典前一日，乾隆帝陪皇太后出畅春园南门，沿苏州街来到万寿寺进香，上千名各寺僧人、住持聚集万寿寺山门外隔长河相对的唱经楼，朝廷官员则在万寿寺山门前聚集。
《乾隆皇太后万寿庆典奏案》中录《乾隆二十六年皇太后七旬万寿庆典奏案》记载：“西所大悲坛五间，顺山厢房十间，后楼五间，顺山厢房十二间。新建重檐八方亭一座。”可见乾隆二十六年（1761年）行宫后楼、大悲殿建成。“粘修行宫前殿五间，后殿五间”，可见乾隆十六年（1751年）行宫前殿、后殿建成。
乾隆三十六年（1771年），年事已高的崇庆皇太后在皇宫举办八十寿典后，又赴万寿寺举办寿典佛事活动。
嘉庆至同治年间，皇帝在万寿寺活动渐少。光绪朝，慈禧太后青睐万寿寺。慈禧皇太后常年居住颐和园，乘小火轮航行长河，往来于皇宫与颐和园之间。据统计，慈禧皇太后曾到万寿寺52次。光绪十九年（1893年），慈禧皇太后六十寿辰将至，万寿寺预备作为祝寿场所，光绪帝下旨修缮万寿寺。此次修缮除维修装饰全部建筑外，还复建并扩建了千佛阁，并且仿乾隆年之例，在无量寿佛殿后面增建光绪御碑亭一座。光绪二十年十月（1894年），户部尚书翁同龢奉旨撰写《重建万寿寺碑文》。

### 近代风雨

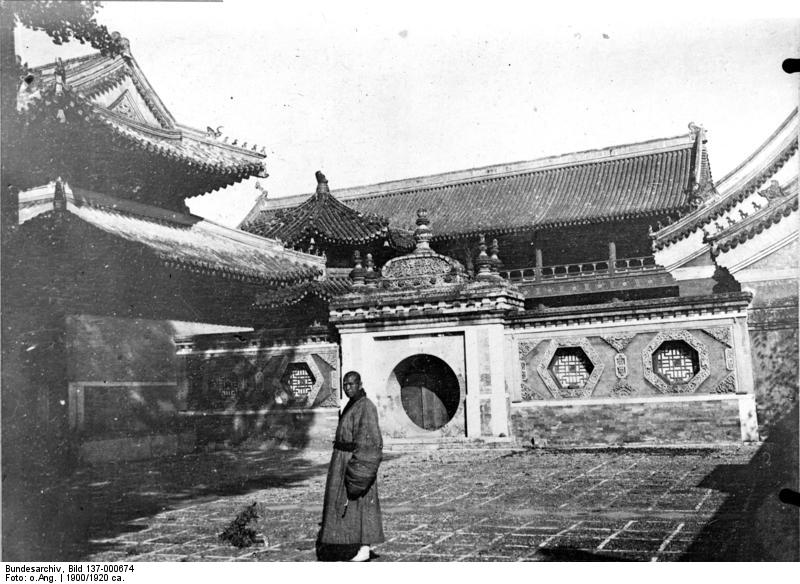
1900年的万寿寺，左为无量寿佛殿，中为巴洛克式门，门后面为光绪御碑亭、万佛楼

中华民国时期，万寿寺不再是皇家佛寺。原有僧众依靠清朝留下的庙产、地产维持寺院。到1949年前，僧人仅余十多人。该寺组织的庙会起初尚有一定规模，后来逐渐冷清，直到彻底停止。
中华民国时期，万寿寺按行政区域归属西郊区西直门外分署第七派出所管辖，地址是长河广源闸二十六号。
清朝末年至中华民国初年，万寿寺行宫仍归内务府管辖，曾被内务府出租给北洋政府作为办公场所，后来曾用作第一次世界大战战俘营。后来，万寿寺先后被用作学校、疗养院、缉毒所。1929年至1936年，京师四郊游缉队第二大队统领部及其步兵二营驻守万寿寺行宫。
1931年九一八事变后，中国东北流亡民众来到北平，爱国流亡组织在万寿寺西路创办流亡学校。1932年，北平五台山普济佛教总会在万寿寺西路开办育幼院。1934年，东三省旅平同乡在万寿寺内前部创办高中学校，收容难民子女200余人上学。
1937年4月28日，由于电线短路，万寿阁遭火焚毁。
1945年至1949年，第二次国共内战前后，万寿寺是国军陆军某军部驻地。
1949年2月，万寿寺由中国人民解放军总参谋部接管，作为某部驻地。同年3月，洛杉矶托儿所迁入万寿寺西路，更名为中央军委保育院，1955年更名为万寿寺幼儿园，1969年迁到北京黄寺更名为总政幼儿园。
中华人民共和国成立后，人民政府规定寺院房舍可出租，僧人生活获得改善。据万寿寺末任住持释悟性回忆，1957年他响应人民政府号召，带头将其住持管理的万寿寺等七处寺院庙产交给人民政府管理。自此，万寿寺不再作为宗教活动场所。各殿造像除了大延寿殿外，分别在1958年前后和1967年左右被迁往别处或者拆毁。
1960年代初，万寿寺中路开办实验学校。1962年至1963年，苏联在此开办幼教试点。1967年，驻万寿寺的学校撤出，由军队进驻管理。1970年代后，为建设中国剧院等建筑，寺后塔院被全部拆除。
1979年2月，万寿寺被北京市人民政府列为北京市文物保护单位。
1982年2月，因管理不善，万寿寺西路发生火灾，烧毁了行宫前正殿及其配殿、游廊、垂花门等建筑。
1984年，北京市文物事业管理局接收万寿寺中路。当时建筑损毁、坍塌已经非常严重。北京市人民政府决定拨款重修中路建筑。1985年3月，北京市人民政府批准在万寿寺中路成立北京艺术博物馆筹备处。同时，万寿寺中路一期修缮工程开工。一期修缮工程修缮了万寿寺中路第一进和第二进院。1986年5月，一期修缮工程完工，根据“边修缮、边开放”原则，北京艺术博物馆筹备处向社会局部开放。一期修缮工程完工后开放的展区包括鼓楼、天王殿、大延寿殿配殿等。
1987年8月，万寿寺中路二期修缮工程基本完工，北京艺术博物馆正式成立，向社会开放假山以前的全部展区。二期修缮工程修缮了大延寿殿到大禅堂间的建筑，在万寿阁遗址处辟建圆形广场，四周绿化带内种植各种花木，两侧建筑辟成长廊式展厅，大禅堂辟为绘画展厅。二期修缮工程还修缮了最后一进院落。
1992年，万寿寺三期修缮工程开工，将假山区域辟为新展区。1994年，万寿寺三期修缮工程完工，中路全面向社会开放。
2002年初至2003年，万寿寺第四次全面修缮，复建了万寿阁，中路建筑全面油漆彩绘，全面修缮西路行宫，恢复了遭焚毁的前正殿及其院落。

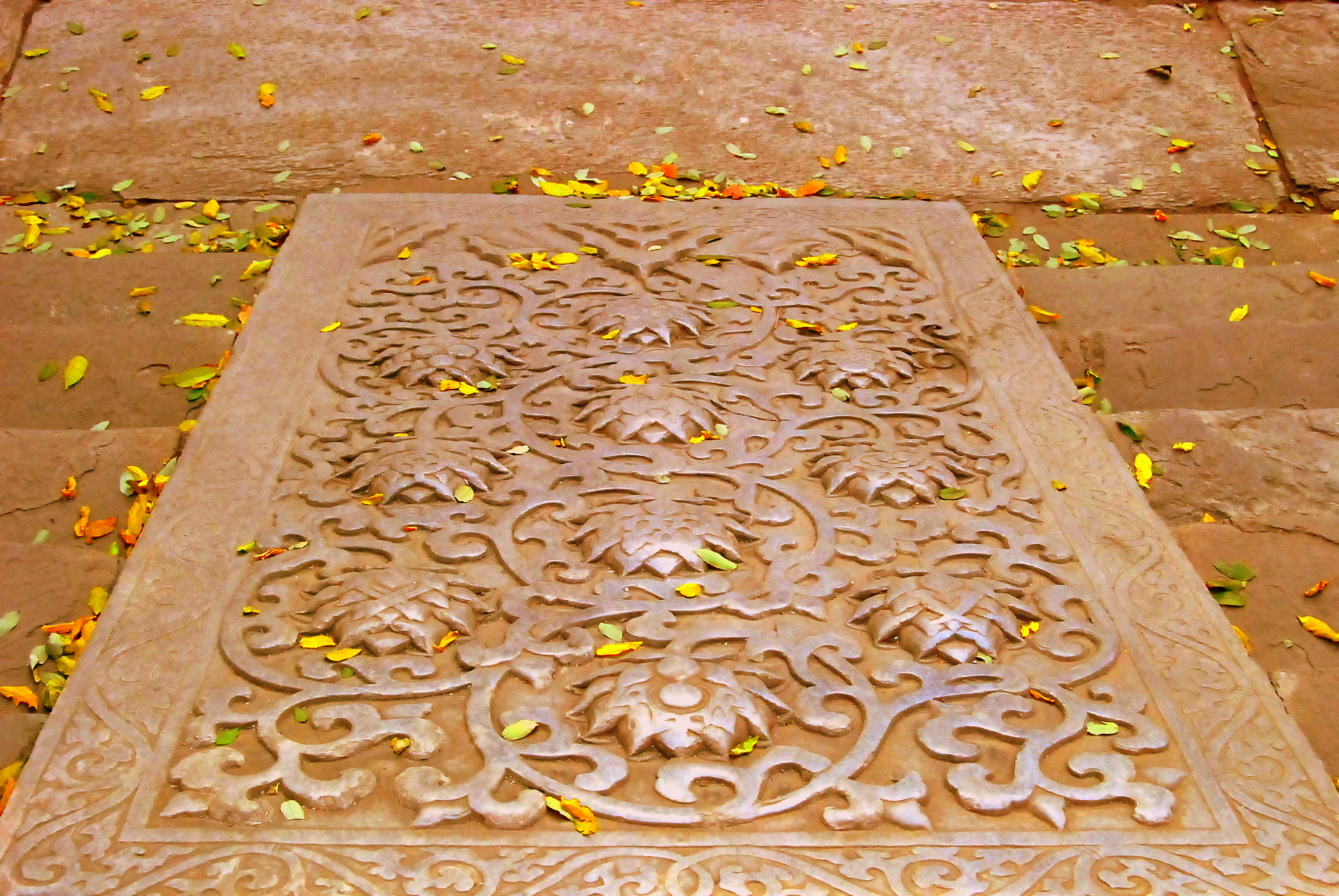
大延寿殿前的丹陛石

2006年，万寿寺被列为全国重点文物保护单位。
1985年，中国现代文学馆经过四年多筹备而成立，馆址是向北京市人民政府暂借的万寿寺西路行宫院。此后，北京市人民政府一直要将暂借给中国现代文学馆的万寿寺西路房屋收回。2000年，中国现代文学馆新馆正式对公众开放，结束了万寿寺西路作为临时馆址的历史。
2012年10月23日为重阳节，北京万寿寺祝寿文化邮局在万寿寺的万寿阁开业。该邮局由北京海淀邮局与北京艺术博物馆合作成立。游客在门票邮资明信片上书写祝福之后，投入万寿阁的祝寿邮箱，万寿寺祝寿文化邮局将统一加盖寿戳后寄出。
2014年7月1日，数字文献实验室（Digital Document Laboratory）在万寿寺万寿阁二层成立。数字文献实验室由首都师范大学电子文献研究所、北京艺术博物馆联合创办，是中华人民共和国第一家针对古籍数字化的科研实验室。

## 建筑

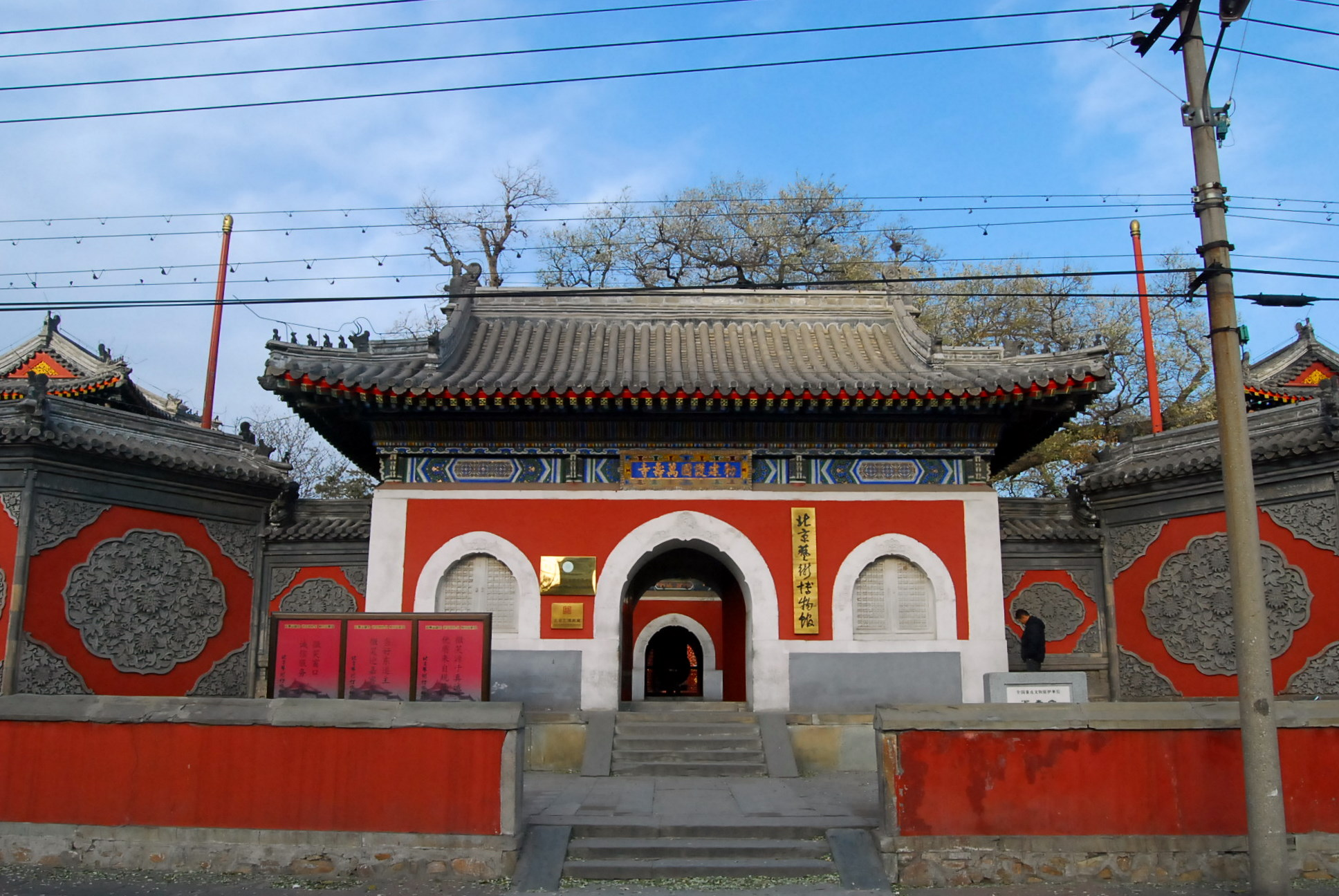
万寿寺山门

万寿寺坐北朝南，面临长河，河边有码头。万寿寺分为东、中、西三路，整体结构保存较完整。中路自山门以内共七进院落，主要建筑有：
- 山门：面阔三间，明间开石券门，门上方有清朝顺治二年御赐石匾，上书“敕建护国万寿寺”，落款为“大清顺治二年岁次乙酉季夏立”。山门殿内原有哼哈二将，现已无存。券顶绘有青天流云百蝠图，红蝙蝠在青天流云间飞翔，红蝙蝠谐音“洪福”，整幅图案意为“洪福齐天”。
- 天王殿：位于山门正北。殿内原来供奉大肚弥勒佛，背后为韦驮，左右为四大天王，现均无存。天王殿现辟为展室。天王殿前东西两侧为钟楼、鼓楼，钟楼、鼓楼前各有幡竿一座。天王殿东西两侧有墙，墙上各开一旁门，进门即大延寿殿院落。
  - 钟楼：位于天王殿前东侧。

- - 鼓楼：位于天王殿前西侧。现在举办“万寿寺历史沿革展览”。鼓楼南侧有两通石碑。靠西为《重修药王殿记》，额书“药王殿记”，靠东为《通济禅师自治祭田碑》。

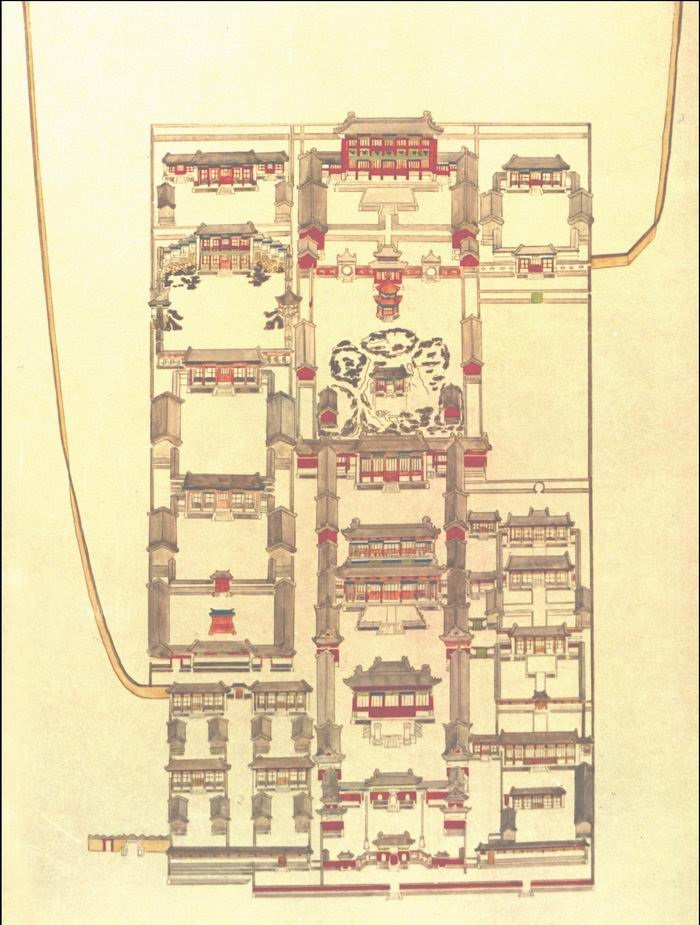
清朝光绪时绘制的《万寿寺建筑格局图》（现藏北京故宫博物院）。图中可见中路建筑：山门，钟楼、鼓楼，大延寿殿，万寿阁，大禅堂、假山及三大士殿，乾隆二十六年碑亭，无量寿佛殿，万佛楼（缺少光绪二十年碑亭）。东路建筑：大斋堂、法堂、药师堂、方丈等等。西路建筑：寿茶房、寿膳房，前殿、前正殿、后罩楼、大悲殿等等。

- 大延寿殿：为中路的正殿，面阔五间，单檐庑殿顶，七彩斗拱。前出月台。门上悬挂雍正十一年（1733年）雍正帝题“慧日长辉”匾额。月台三面出陛，南面中央有一块丹陛石。殿内主供三世佛（释迦牟尼佛、东方药师佛、西方阿弥陀佛），释迦牟尼佛前方还有一尊毗卢遮那佛。大延寿殿前两侧配殿原为罗汉殿，各九楹，内供十八罗汉。康熙二十五年（1686年）重修时，将配殿内的十八罗汉移至大延寿殿内，重新雕制泥塑十八罗汉像。三世佛背面正中朝北有观音菩萨像，四周为悬山彩塑假山。
  - 敕修万寿寺碑记：大延寿殿前月台下的东西两侧有两碑，阳面分别刻有《敕修万寿寺碑记》，东碑为满文、汉文，西碑为蒙古文、藏文。西碑阴面刻有乾隆五十二年（1787年）乾隆帝御制诗《万寿寺瞻礼有感》：“迩岁每斯历，祈园却未停。今朝有余暇，初地况常经。松柏增古色，岗峦无俗形。（佛殿后假山嵯峨，松柏葱郁，皆明代物也。）不堪翘首望，祝嘏颂书屏。（后殿设屏书《御制恭祝慈宁万寿颂文》，瞻读之余，弥深感慕。）落款有“犹日孜孜”、“古稀天子之宝”等印文。东碑阴面刻有乾隆五十六年（1791年）乾隆帝御制诗《万寿寺瞻礼有感》：“万寿精蓝历久传，庄严大庆每斯虔。玉河途便停清跸，金界暇乘礼法筵。八秩祝禧忆昔岁，期颐无望值今年。（昔年每逢辛岁，慈宁大庆于此祝禧，回忆辛卯八旬展庆，犹在目前。若至今岁辛亥得大举庆典，则为慈宁百龄矣。竟成虚愿，曷胜怅怀。）固知一切有为幻，幻里仍增意怅然。”落款有“八征耄念之宝”、“自强不息”等印文。
  - 东配殿、西配殿：位于大延寿殿前东西两侧。现辟为展厅。
- 万寿阁：藏经阁，又称宁安阁，乾隆十六年重修时改名万寿阁。1937年焚毁，2003年重建。原来用于收藏汉文佛经。面阔五间，两层楼阁式建筑，全木结构。建在有栏板的月台上。一层正面中央三间开门，两梢间开窗。一层背面明间开门。月台下正南有一长方形石须弥座。
  - 东配殿、西配殿：位于万寿阁前东西两侧。现和其南北的庑房一同辟为展厅。
- 大禅堂：位于万寿阁正北。面阔五间。现辟为展厅。
  - 小禅堂、影堂：位于大禅堂前东西两侧。
- 假山和三大士殿：位于大禅堂北侧。整个院落的中央为假山，由两条沟壑相隔为三座山，三山之间有山石相连。北山象征五台山，山上为观音殿，供奉观音菩萨；观音殿下方有地藏洞，洞内供奉地藏菩萨。东山象征普陀山，山上为文殊殿，供奉文殊菩萨。西山象征峨眉山，山上为普贤殿，供奉普贤菩萨。现佛像已无存。北山下的东侧立有一块上书“寿”字的石碑。

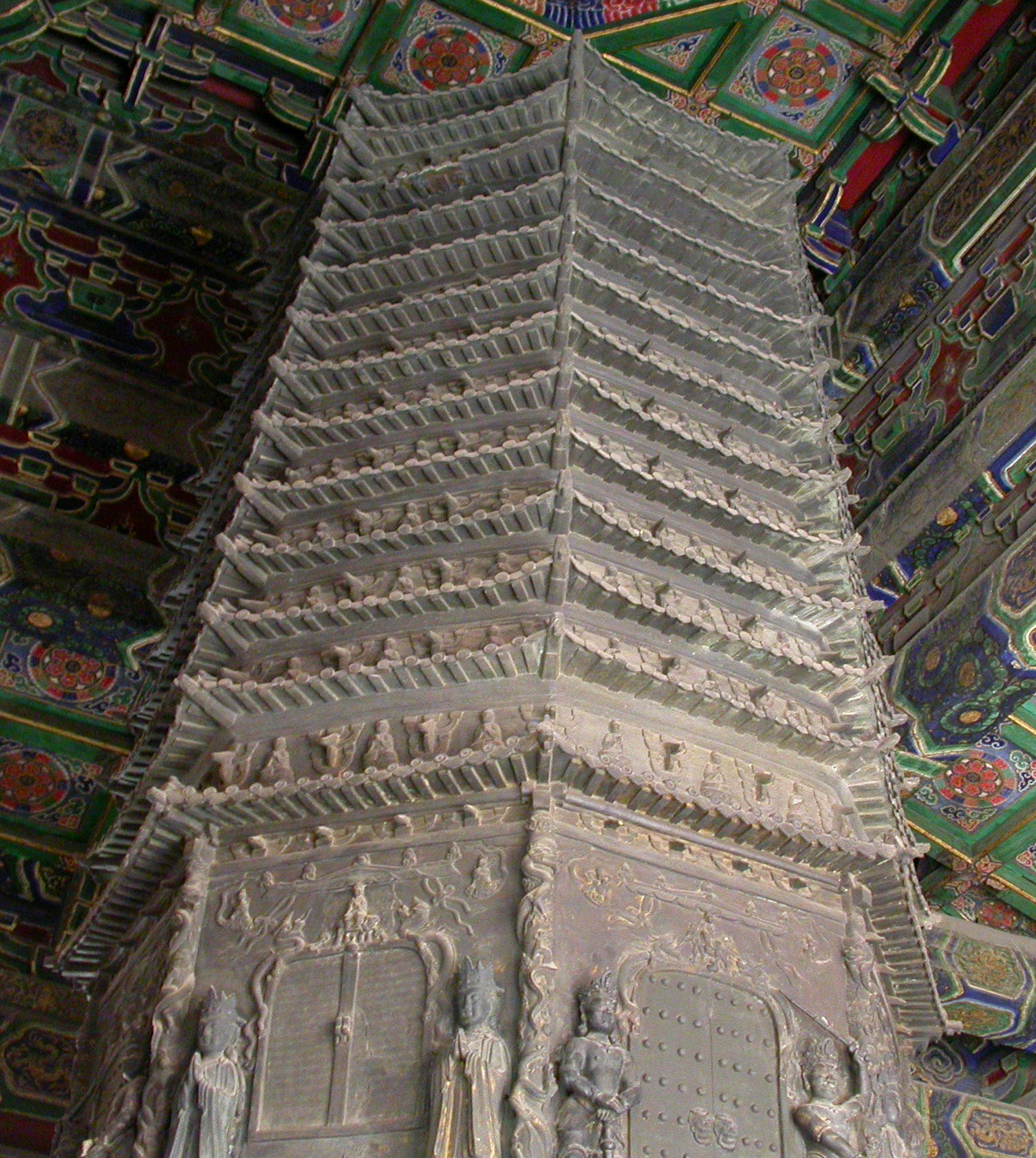
无量寿佛殿内的渗金多宝塔

- 御碑亭：乾隆二十六年十一月，乾隆帝书写《御制重修万寿寺碑文》，刻碑立在无量寿佛殿前，为此新建一座八角攒尖顶碑亭，顶覆黄琉璃瓦。御碑下有螭首龟趺石座，汉白玉地墁刻有寿山福海图。碑高3.96米，碑文以满文、汉文、蒙古文、藏文刻写。碑额刻有篆书满文、汉文“御制”二字。碑亭藻井天花饰有五福（蝠）捧寿图、仙鹤图。碑亭外正南地面上有一个玻璃罩，罩内低于地面可见两个弧形石块。

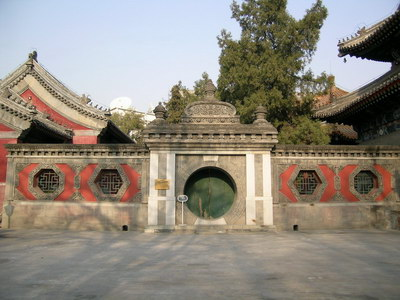
巴洛克式门

- 无量寿佛殿：乾隆二十六年增建。平面为方形，重檐歇山顶。藻井中央饰九龙戏水图。殿内原来供奉无量寿佛漆金铜塑站像一尊，高约五米，现已无存。如今放置明朝天启年间所铸渗金多宝塔一座，原是长椿寺的文物，塔高一丈五尺，由铜、铅、砷、银、锌、金等金属合铸。塔基为双层须弥座。每层上、下饰有莲瓣；束腰有浮雕造像，其中上层须弥座造像主要是罗汉，北面中央为弥勒佛，下层须弥座造像主要是护法神。塔身东西南北四面有假门，其他四面有假窗，门窗上均有佛像，每个门窗两侧各有一对力士。塔身上方为十三天，顶部有塔刹。
  - 巴洛克式门：无量寿佛殿东西两侧有墙，墙上各开有巴洛克式门一座。门为圆光门，圆光门上方采用巴洛克式的圆形拱顶和球塔座。每个门两侧的墙上各有两个中式风格的透花窗，总共八个窗。
- 御碑亭：光绪二十年《重建万寿寺碑文》立在无量寿佛殿正北。为此新建一座八角攒尖顶碑亭，顶覆黄琉璃瓦。
- 万佛楼：两层楼阁式建筑。下层是三圣殿，内供横三世佛镀金铜雕像，两侧是十八罗汉泥塑像。上层是千佛阁，内藏佛经，壁嵌千尊小佛。
  - 东配殿、西配殿：位于万佛楼前东西两侧。

西路为行宫，主要建筑自南向北包括附属建筑、行殿建筑、后宫建筑、佛堂建筑四个部分：
- 寿茶房、寿膳房：位于西路最南端，南临万寿寺路。乾隆十六年兴建，用作寿典时御用茶膳之所。为东、西并列的两组两进四合院，西为寿茶房、东为寿膳房。各分前房与正房两个院落，前房与正房均为面阔五间，各有东西配房三间。屋顶为硬山卷棚顶。寿茶房、寿膳房之间为一条南北甬道，北端开门。寿茶房、寿膳房最南为一排房屋，在寿膳房正南开有一个过道门。寿膳房和万寿寺中路之间有一条夹道。[4]
- 前庭院：行殿建筑是行宫的主体建筑，为一组大型四合院，主建筑包括前正殿（乐康殿）、正殿（履绥殿），是皇帝理政之所，建筑采用苏式彩绘。自行殿建筑起的西路建筑中轴线位于寿茶房、寿膳房中轴线偏西，与寿茶房、寿膳房院落并不连接。行殿建筑南端为前庭院，院南侧是一座正房，面阔五间。正房东西两侧各有偏房四间，各开有侧门。前庭院东西两侧配房各八间，与正房的偏房相接。前庭院中有木影壁一座。前庭院北侧有院墙，饰透花窗，中央开有一座垂花门。进入垂花门便来到乐康殿院落。[4]
- 乐康殿：即前正殿，为卷棚式悬山顶，面阔五间。殿前两侧各有东西配殿五间，分别称为昭景斋、来鹤轩。游廊连接了前正殿与配殿。[4]
- 履绥殿：即正殿，为卷棚式歇山顶，面阔五间。殿前两侧各有东西配殿五间，分别称为燕喜斋、景云轩。游廊连接了正殿与配殿。[4]
- 御书楼：即后罩楼，是乾隆帝书房，也是崇庆皇太后休憩之所，后来是慈禧皇太后驻跸行宫时的休憩场所。御书楼面阔五间，硬山卷棚顶，是一座两层楼阁式建筑。上层前廊东西两端连接游廊，转接东西两侧的爬山游廊，游廊下端出口接行殿建筑后端的游廊。东侧游廊中部有一座八角亭，西侧游廊中部有一座四方亭。爬山游廊九级，外侧的围墙饰有形态各异的透花窗各16个。下层楼阁设有穿堂门。楼下东西两侧、爬山游廊下设有太湖石堆砌的假山。[4]
- 大悲殿：位于行宫最北端，供奉观音菩萨。乾隆帝之母崇庆皇太后最喜参拜观音菩萨，故特在行宫中立大悲殿。大悲殿面阔五间，卷棚硬山顶。大悲殿东西两侧偏房各三间，大悲殿前有东西配房各三间。大悲殿前立有《金刚经》碑两座，碑文为《金刚经》，碑面中央绘有七级宝塔，宝塔内绘有多尊佛像，经文环绕佛像书写，旋转曲折展开，遍布宝塔各角落，达至塔檐。[4]

东路为僧人用房。主要建筑有：
- 十方堂、库房、厨房、大斋堂：位于东路南端。十方堂以北有东、西两个院落，西院是一个空院落，东院内有库房、厨房、大斋堂等建筑。这组建筑现为民居占用。
  - 十方堂：位于东路最南端，南临万寿寺路，是一排平房。十方堂靠西端辟有一个过道门，进入过道门是一个南北长、东西窄的院落，院落内无建筑，院落北端有三间房，明间开过道门，可通往大斋堂后面。
  - 厨房：位于十方堂北侧靠东第一进院落内的北侧，面阔五间。
  - 库房：位于十方堂北侧靠东第一进院落内的西侧，坐西朝东。
  - 大斋堂：位于厨房正北，面阔七间。大斋堂、厨房所在院落东侧，有一座东厢房。
- 法堂、药师坛：位于大斋堂以北。这组建筑的南端是前庭院，前庭院南侧开有一个垂花门，门外正对大斋堂后身。前庭院北侧有正房五间，前出月台，月台前连有甬路通往垂花门。正房以北是法堂。这组建筑现为民居占用。
  - 法堂：面阔五间。法堂前的院落内有十字形甬路，分别通往东西配殿以及前庭院正房后身。
    - 东配殿、西配殿：位于法堂前东西两侧。

  - 药师坛：位于法堂正北，面阔五间。后出抱厦一间。
- 菜园：位于药师坛正北。菜园南北各有一道墙，东即万寿寺东墙。菜园南墙中央开有一个圆光门。菜园北墙中央开有一个方形随墙门。
- 方丈：位于菜园正北。是一个四合院。院落南侧有南房三间，现在南侧明间开门，两次间为墙；南房北侧前出廊子，四阶垂带踏步。院落北侧正房面阔五间，前后出廊，前有六阶垂带踏步，梁枋绘有福寿如意、百鸟朝凤、居家乐、二十四孝图等内容的彩画。东、西厢房面阔三间，前出廊。四座房屋之间均有游廊连接，游廊外侧有形态各异的透花窗，东北、东南游廊东侧各有一门，西北、西南游廊西侧各有一门。方丈原被民居占用，2012年左右被北京艺术博物馆征占并进行了修缮，成为北京艺术博物馆用房。

## 展览
北京艺术博物馆是北京市文物局下属全额拨款事业单位，为综合性艺术类博物馆。该馆收藏各类文物艺术品十万多件。其中的中国古代艺术品主要是传世品，从原始社会到明清时期都有，以明清时期为最多，包括书画、织绣、碑帖、玉石器、陶瓷器、青铜器、竹木牙角漆器、印章、钱币、家具等。该馆还收藏有齐白石、吴昌硕、张大千、徐悲鸿等近现代画家作品。此外，还藏有以日本艺术品为主的外国艺术品。这些藏品为北京市人民政府先后调拨而来。2012年，北京市文物局又陆续调拨给该馆唐代至辽代的残瓷器（片）以及北京龙泉务窑出土残瓷器（片）一百万件。
北京艺术博物馆积极引进海内外艺术品展览。仅在2013年便推出39个展览。该馆还推出外展，到中国各地展出。